# 誰 (小説)
『誰』（だれ）は、太宰治の短編小説。

## 概要
| 初出     | 『知性』1941年12月号                    |
| 単行本   | 『風の便り』（利根書房、1942年4月16日） |
| 執筆時期 | 1941年9月末頃～10月中旬頃（推定）       |
| 原稿用紙 | 23枚                                    |

本作品で「サタン」について述べた一節は、『聖書知識』1941年9月号に掲載された塚本虎二の評論に基づいている。なお『聖書知識』は塚本が1930年に創刊した雑誌である。
後半、朱筆の評が入った「借金申込みの手紙」の内容が明かされる場面がある。これについて、太宰の親友で5つ年上であった山岸外史は次のように述べている。
「この手紙を材料として書いたのが、かれの小説『誰』である。むろん、太宰らしく、もじつて扱つているが、朱筆を入れたぼくの文章も、自分の手紙の文章も、それは、そつくりそのまゝ使つている」